# Trichophyton verrucosum

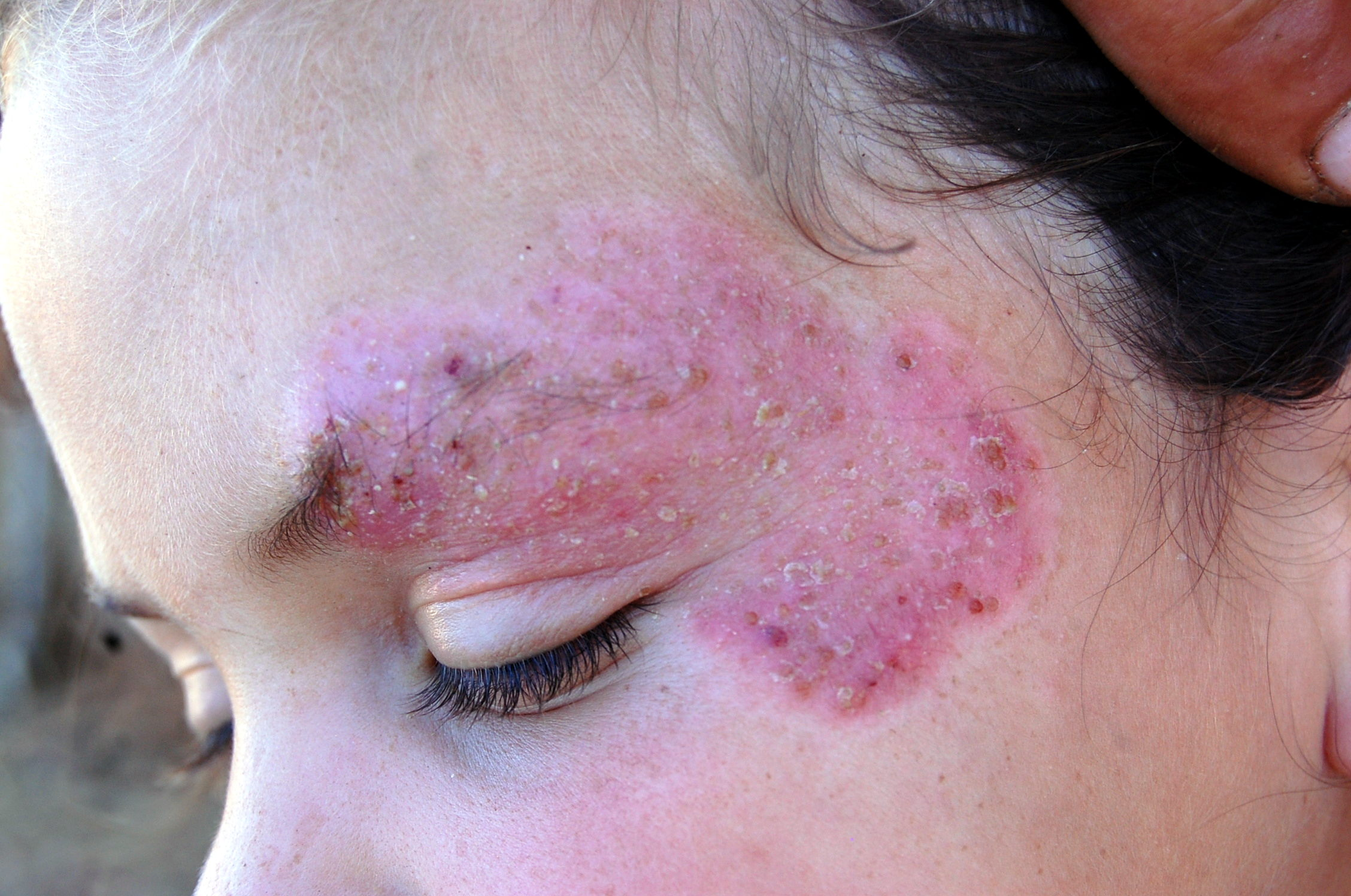
Grzybica twarzy wywołana przez T. verrucosum

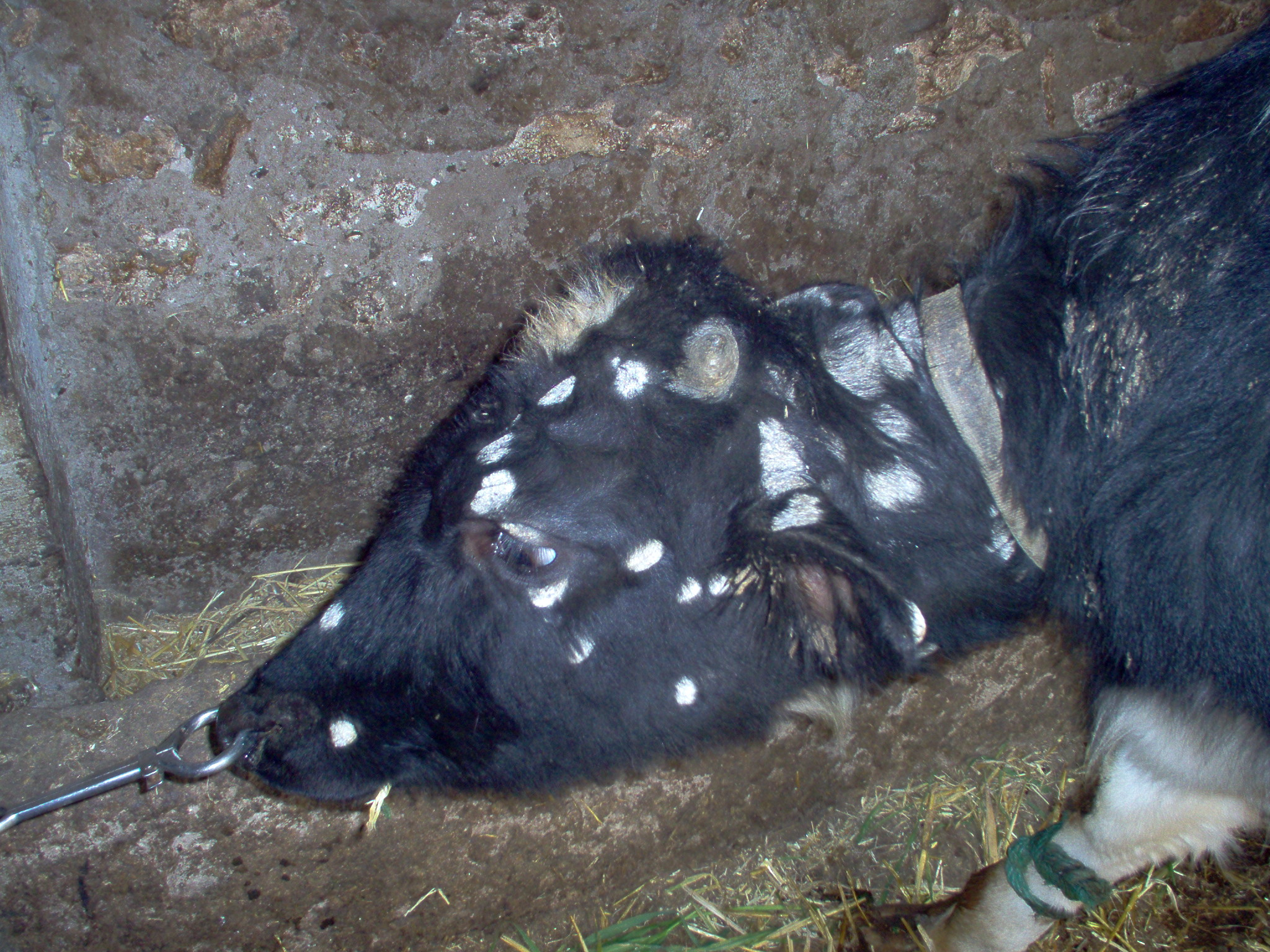
Wywołana przez T. verrucosum grzybica u bydła

Trichophyton verrucosum E. Bodin – gatunek grzybów należący do klasy Eurotiomycetes. Grzyb mikroskopijny, dermatofit będący jednym z patogenów powodujących grzybice skóry u zwierząt i ludzi.

## Systematyka i nazewnictwo
Pozycja w klasyfikacji według Index Fungorum:  Trichophyton, Arthrodermataceae, Onygenales, Eurotiomycetidae, Eurotiomycetes, Pezizomycotina, Ascomycota, Fungi.
Po raz pierwszy opisał go w 1902 r. E. Bodin i nadana przez niego nazwa naukowa jest aktualna. Ma ponad 20 synonimów. M.in. są nimi wszystkie odmiany, oraz:
- Achorion album (Sabour.) Guiart & Grigoraki 1928
- Achorion ochraceum (Sabour.) Guiart & Grigoraki 1928
- Favotrichophyton album (Sabour.) Neveu-Lem. 1921

## Morfologia
Hodowla
Kolonie na SGA rosną bardzo powoli, są wypiętrzone lub przypominające guziki, ze strzępiastym brzegiem. Początkowo są gładkie, później lekko aksamitne, barwy kremowej lub szarawobiałej, czasem z odcieniem łososiowym do żółtego; rewers w kolorze jasnokremowym lub łososiowym. Zarodnikowania brak, lub bardzo słabe
Cechy mikroskopowe
Makrokonidia jeśli są obecne, są 4-7-komórkowe, gładkie i cienkościenne, w kształcie fasoli szparagowej. Mikrokonidia, jeśli są obecne, są jajowate do gruszkowatych. Chlamydospory powszechne w świeżych izolatach, często ułożone w łańcuchy, czasami zakończone rozgałęzieniami strzępek przypominającymi poroże, bez napęczniałych końcówek. W świeżych izolatach końcówki strzępków są często napęczniałe. Nie tworzy teleomorfy.
Identyfikacja
Jest to jedyny dermatofit, który rośnie lepiej w temperaturze 37 °C lepiej, niż w 24 °C. Chlamydospory powstają zazwyczaj w temperaturze 37 °C. T. verrucosum jest auksotroficzny w stosunku do inozytolu i tiaminy i to pomaga go odróżnić od innych dermatofitów. Silnie rośnie na agarze Trichophyton 3 (pożywka bogata w tiaminę i inozytol), słabo natomiast lub wcale na agarach Trichophyton 1 i 2 (z niedoborem tych składników odżywczych). Rośnie również na agarze Sabourauda, ale tylko z dodatkiem ekstraktu drożdżowego (który dostarcza potrzebnego inozytolu i tiaminy). Na agarze z fioletem bromokrezolowym z cząstkami stałymi mleka i glukozą, czyli na podłożu stosowanym do odróżniania dermatofitów od bakterii i innych organizmów poprzez ocenę wytwarzania amonu podczas proteolizy, T. verrucosum daje słabo zasadowy wynik (słabo fioletowy) i klaruje suchą masę mleka o charakterystycznej aureoli na obrzeżach. Negatywne wyniki uzyskuje się w przypadku testu ureazowego, testu perforacji włosów i agaru z kwasami kazamino-erytrytolowymi i albuminą. W połączeniu z badaniami fizjologicznymi jako kryterium należy przyjąć także kontakt z bydłem ze względu na zoofilny i zawodowy charakter choroby.

## Chorobotwórczość
Trichophyton verrucosum występuje na całym świecie, najczęściej jednak w Europie Południowej i na Bliskim Wschodzie. Występuje głównie u bydła, ale jest także częstą przyczyną grzybicy u osłów, psów, kóz, owiec i koni.
Zakażenie ludzi ma w dużej mierze charakter odzwierzęcy i może być przenoszone przez bezpośredni kontakt lub ukąszenia, ale odnotowano również przypadki zakażenia nabytego w laboratorium i ukłucia igłą podczas szczepienia. Kontakt z kocami dla koni i stanowiskami dla bydła może również powodować infekcję, a T. verrucosum został również wyizolowany z much, chociaż nie wiadomo, czy muchy mogą służyć jako wektory przenoszenia. Większość infekcji ma charakter zawodowy i dotyczy to pracowników rolnych, lekarzy weterynarii, pracowników hodowli bydła i osób zajmujących się zbożem (zakażenie może być również przenoszone z człowieka na człowieka, w związku z czym zagrożeni są także członkowie rodziny tych pracowników).
U ludzi T. verrucosummoże powodować grzybicę skóry głowy (z możliwością powstawania nieodwracalnych blizn i łysienia), a także grzybicę ciała, grzybicę rąk, grzybicę brody i grzybicę głęboką. Gatunek ten jest najczęstszą przyczyną grzybicy brody u mężczyzn. Istnieje szczepionka zarówno dla bydła, jak i ludzi, co w połączeniu z praktykami higienicznymi doprowadziło do spadku liczby przypadków choroby wywołanej przez tego patogena.

## Leczenie
Leczenie może obejmować doustne podawanie terbinafiny, flukonazolu lub gryzeofulwiny; możliwe jest również leczenie miejscowe, jednak wymaga ono więcej czasu i może charakteryzować się niższym wskaźnikiem przestrzegania zaleceń, co okazuje się mniej skuteczne.